# Feliks Wrobel
Feliks Wrobel (* 15. Mai 1894 in Włocławek; † 15. April 1954 in Krakau) war ein polnischer Komponist.
Wrobel studierte am Warschauer Konservatorium bei Grzegorz Fitelberg und Piotr Rytel und unterrichtete dann am Konservatorium in Łódź. Seit 1945 war er Dozent für Komposition und Dirigieren an der Musikakademie Krakau.
Er komponierte drei sinfonische Dichtungen und eine Sinfonietta, ein Kontrabasskonzert, kammermusikalische Werke, Klavierstücke und Ballette.